# Вестмінстер (Колорадо)
Вестмінстер (англ. Westminster) — місто (англ. city) в США, в округах Адамс і Джефферсон штату Колорадо. Населення — 116 317 осіб (2020).
З південного сходу впритул межує з найбільшим містом штату і його адміністративним центром — Денвером. Вестмінстер — 8-е за кількістю жителів місто штату та 248-е за цим показником в США (на 2012 рік). 2006 року журнал «Гроші» помістив Вестмінстер на 24-е місце в своєму списку «Найкращі місця для життя в США».

## Географія
Вестмінстер розташоване в центральній частині штату біля підніжжя Скелястих гір, тому його висота над рівнем моря становить 1600–1680 метрів. За даними Бюро перепису населення США в 2010 році місто мало площу 87,67 км², з яких 81,72 км² — суходіл та 5,95 км² — водойми.
Вестмінстер обслуговують аеропорти Денвер та Роки-Маунтін. Через місто проходять великі автомагістралі I-25, US 36, US 287, SH 95, SH 121 та SH 128.

## Демографія
Згідно з переписом 2010 року, у місті мешкало 106 114 осіб у 42 041 домогосподарстві у складі 27 495 родин. Густота населення становила 1210 осіб/км².  Було 43968 помешкань (502/км²).
Расовий склад населення:
| - 82,0 % — білих - 5,4 % — азіатів - 1,4 % — чорних або афроамериканців - 0,9 % — корінних американців - 0,1 % — вихідців з тихоокеанських островів - 6,7 % — осіб інших рас |

До двох чи більше рас належало 3,4 %. Частка іспаномовних становила 20,7 % від усіх жителів.
За віковим діапазоном населення розподілялося таким чином: 24,1 % — особи молодші 18 років, 66,8 % — особи у віці 18—64 років, 9,1 % — особи у віці 65 років та старші. Медіана віку мешканця становила 35,1 року. На 100 осіб жіночої статі у місті припадало 98,2 чоловіків;  на 100 жінок у віці від 18 років та старших — 96,5 чоловіків також старших 18 років.
Середній дохід на одне домашнє господарство  становив 82 276 доларів США (медіана — 67 081), а середній дохід на одну сім'ю — 93 836 доларів (медіана — 80 079). Медіана доходів становила 52 757 доларів для чоловіків та 45 183 долари для жінок. За межею бідності перебувало 9,0 % осіб, у тому числі 12,9 % дітей у віці до 18 років та 5,1 % осіб у віці 65 років та старших.
Цивільне працевлаштоване населення становило 59 026 осіб. Основні галузі зайнятості: освіта, охорона здоров'я та соціальна допомога — 18,7 %, науковці, спеціалісти, менеджери — 13,8 %, роздрібна торгівля — 12,0 %.

## Пам'ятки
- Вестмінстерський замок[en] («Великий червоний замок», «Колона вогню») — університет, побудований 1892 року, з 1979 року внесений до Національний реєстр історичних місць США.
- Вестмінстерський торговий центр[en] — відкритий 1977 року[7], знесений 2011 року[8].

## Галерея

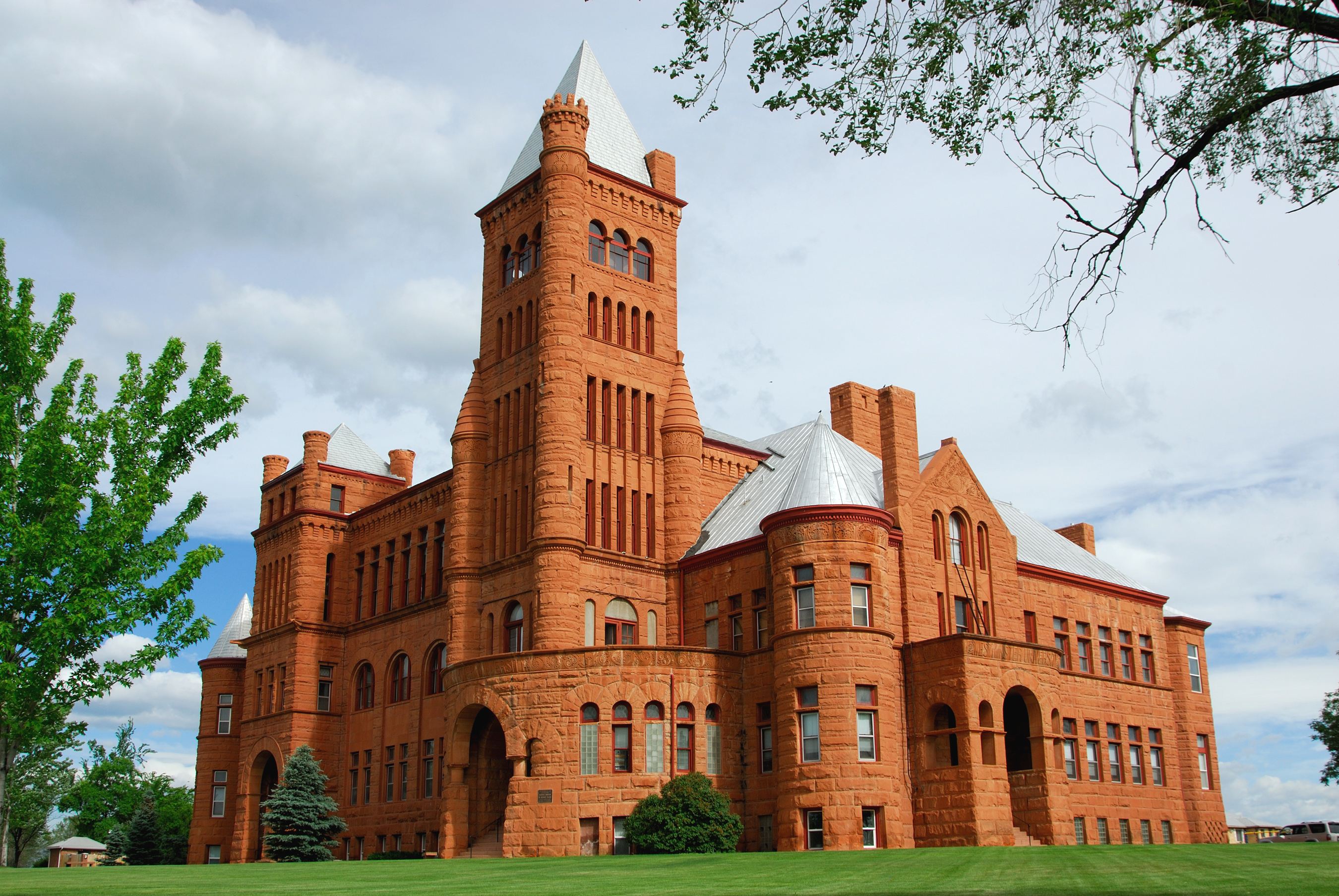
Вестмінстерський замок[en]
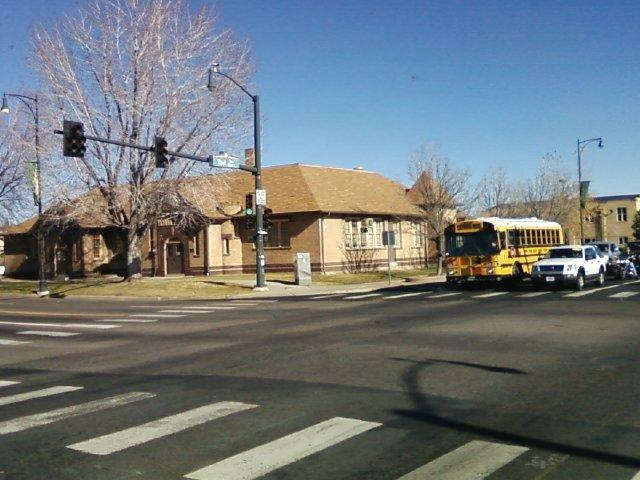
Школа Гарріс-Парк